# Думін Осип Олексійович
Осип Олексійович Думін (Думин, псевдо — Антін Крезуб; 26 вересня 1893 — травень 1945) — український військовий , сотник УСС і Армії УНР, член УВО, очолював відділ розвідки, письменник.

## Біографія
Народився в с. Грушів (нині Дрогобицького району Львівської області).

Сотник Армії УНР Осип Думін в однострої Січових стрільців Армії УНР. 1918 рік.

Навчався у Львівському університеті, був учасником молодіжного руху, членом товариства «Січові стрільці».
Під час першої світової війни у 1914 році вступив до Легіону Українських січових стрільців. У 1915 році потрапив у російський полон, працював на залізорудних копальнях Криворіжжя.
1917 разом з Є. Скалієм підпільно організував загін із полонених галичан, який 14 січня 1918 прибув до Києва і став підрозділом куреня Січових стрільців. 1918—1919 — командант сотні, куреня, полку, армійської групи Січових стрільців. 22 січня 1919 року з Києва відправлено загін Січових стрільців на чолі з сотником Думіним на придушення бунту отамана Зеленого (Д. Терпила), який відмовився виступити на фронт у район Чернігова.
1919 року потрапив у польський полон, утік до Чехословаччини, де став організатором комуністичних гуртків. Через загрозу інтернування до Польщі підпільно виїхав до Німеччини, 1920 року — до Москви, згодом — до Петрограда (нині м. Санкт-Петербург), Харкова. Працював лектором Школи червоних старшин у м. Умань.
Розчарувавшись у більшовицькому режимі (1922) виїхав на батьківщину. У 1923—1924 роках — студент правничого ф-ту Львівського таємного українського університету. 1924 року емігрував до Німеччини.
Член Української військової організації, очолював відділ розвідки Начальної команди УВО. Працював в м. Кеніґсберґ (нині м. Калінінград). Під час Другої світової війни — службовець Міністерства в справах окупованих східних територій в Берліні.
Автор праць і спогадів про УСС.Зробив вагомий внесок у формування розгалуженої розвідувальної мережі УВО в Європі та забезпечення конспіративності у її роботі. 
Арештований і страчений органами НКВС у Ґданську (Польська Республіка).

## Твори/праці
- Нарис історії українсько-польської війни, 1918—1919. — Львів, 1933;
- Думін О. Історія лєґіону Українських Січових Стрільців. 1914-1918 з 99 світлинами і 23 схемами. — Львів : Видавнича кооператива «Червона калина», 1936. — 375 с.
- Крезуб А. Партизани : спомини : [у 2 ч.] / Крезуб Антін. – Львів: Червона калина, 1930. – 172 c. II частина. http://irbis-nbuv.gov.ua/ulib/item/ukr0000029435